# Xã Montgomery, Quận Jennings, Indiana
Xã Montgomery (tiếng Anh: Montgomery Township) là một xã thuộc quận Jennings, tiểu bang Indiana, Hoa Kỳ. Năm 2010, dân số của xã này là 978 người.